# Arabisk grammatik
Grammatiken för det arabiska språket. 

## Uttal

### Arabiska alfabetet
Det arabiska alfabetet är ett alfabet som används för att skriva det arabiska språket samt även bland andra persiska och urdu. Det skrivs från höger till vänster.
Bokstäverna i ett ord skrivs (mestadels) samman så att de blir en sammanhängande enhet. Rent praktiskt använder man vid typsättning inledande (oftast längst till höger i ordet), inuti, och avslutande (oftast längst till vänster i ordet) former för respektive bokstav. En del bokstäver har dock inga inledande och inuti-former (se nedan), men kan förekomma i början eller mitt i ord ändå.
| placering i ordet: | placering i ordet: | placering i ordet: | placering i ordet: |       |               |            |
| självständigt      | i början           | i mitten           | på slutet          | namn  | transkription | uttal      |
| ------------------ | ------------------ | ------------------ | ------------------ | ----- | ------------- | ---------- |
| ﺀ                  | أ, إ, ؤ, ئ         | أ, إ, ؤ, ئ         | أ, إ, ؤ, ئ         | hamza | ʾ / ’ et ‚    | [ʔ]        |
| ﺍ                  | —                  | —                  | ﺎ                  | ʾalif | ā / â         | [aː]       |
| ﺏ                  | ﺑ                  | ﺒ                  | ﺐ                  | bāʾ   | b             | [b]        |
| ﺕ                  | ﺗ                  | ﺘ                  | ﺖ                  | tāʾ   | t             | [t]        |
| ﺙ                  | ﺛ                  | ﺜ                  | ﺚ                  | ṯāʾ   | ṯ / th        | [θ]        |
| ﺝ                  | ﺟ                  | ﺠ                  | ﺞ                  | ǧīm   | ǧ / j / dj    | [ʤ]        |
| ﺡ                  | ﺣ                  | ﺤ                  | ﺢ                  | ḥāʾ   | ḥ             | [ħ]        |
| ﺥ                  | ﺧ                  | ﺨ                  | ﺦ                  | ḫāʾ   | ḫ / ẖ / kh    | [x]        |
| ﺩ                  | —                  | —                  | ﺪ                  | dāl   | d             | [d]        |
| ﺫ                  | —                  | —                  | ﺬ                  | ḏāl   | ḏ / dh        | [ð]        |
| ﺭ                  | —                  | —                  | ﺮ                  | rāʾ   | r             | [r]        |
| ﺯ                  | —                  | —                  | ﺰ                  | zāy   | z             | [z]        |
| ﺱ                  | ﺳ                  | ﺴ                  | ﺲ                  | sīn   | s             | [s]        |
| ﺵ                  | ﺷ                  | ﺸ                  | ﺶ                  | šīn   | š / sh        | [ʃ]        |
| ﺹ                  | ﺻ                  | ﺼ                  | ﺺ                  | ṣād   | ṣ             | [sˁ]       |
| ﺽ                  | ﺿ                  | ﻀ                  | ﺾ                  | ḍād   | ḍ             | [dˁ], [ðˤ] |
| ﻁ                  | ﻃ                  | ﻄ                  | ﻂ                  | ṭāʾ   | ṭ             | [tˁ]       |
| ﻅ                  | ﻇ                  | ﻈ                  | ﻆ                  | ẓāʾ   | ẓ             | [zˁ], [ðˁ] |
| ﻉ                  | ﻋ                  | ﻌ                  | ﻊ                  | ʿayn  | ʿ / ‘         | [ʔˤ]       |
| ﻍ                  | ﻏ                  | ﻐ                  | ﻎ                  | ġayn  | ġ / gh        | [ɣ]        |
| ﻑ                  | ﻓ                  | ﻔ                  | ﻒ                  | fāʾ   | f             | [f]        |
| ﻕ                  | ﻗ                  | ﻘ                  | ﻖ                  | qāf   | q / ḳ         | [q]        |
| ﻙ                  | ﻛ                  | ﻜ                  | ﻚ                  | kāf   | k             | [k]        |
| ﻝ                  | ﻟ                  | ﻠ                  | ﻞ                  | lām   | l             | [l]        |
| ﻡ                  | ﻣ                  | ﻤ                  | ﻢ                  | mīm   | m             | [m]        |
| ﻥ                  | ﻧ                  | ﻨ                  | ﻦ                  | nūn   | n             | [n]        |
| ﻩ                  | ﻫ                  | ﻬ                  | ﻪ                  | hāʾ   | h             | [h]        |
| ﻭ                  | —                  | —                  | ﻮ                  | wāw   | w             | [w]        |
| ﻱ                  | ﻳ                  | ﻴ                  | ﻲ                  | yāʾ   | y             | [j]        |

## Artiklar

### Bestämd artikel
Se al-.

## Verb

### Modus
- Imperfekt indikativ: Text
- Konjunktiv: Text
- Jussiv: Används för att göra en mening negativ.
- Imperativ: Används vid uppmaningar.

### Tempus

#### Futurum
Futurum bildas av imperfektformen med tillägg av prefixet sa- eller hela ordet sawfa. Sa-yaf'alu eller sawfa yaf'al, 'Han kommer att göra'.

## Räkneord
Urdrag ur Arabiska alfabetet.

### Siffror
I arabiskan finns det två sorters siffror: standardarabiska samt så kallad nordarabiska som används i Iran, Pakistan samt i Indien.
Siffror skrivs från vänster till höger och skrivs alltså inte åt samma håll som bokstäverna.
| Europeiska | Standardarabiska | Nordarabiska |
| ---------- | ---------------- | ------------ |
| 0          | ٠                | ۰            |
| 1          | ١                | ۱            |
| 2          | ٢                | ۲            |
| 3          | ٣                | ۳            |
| 4          | ٤                | ۴            |
| 5          | ٥                | ۵            |
| 6          | ٦                | ۶            |
| 7          | ٧                | ۷            |
| 8          | ٨                | ۸            |
| 9          | ٩                | ۹            |

Talet 2005 skrivs alltså: ٢٠٠٥